# 브라티슬라바 중앙역

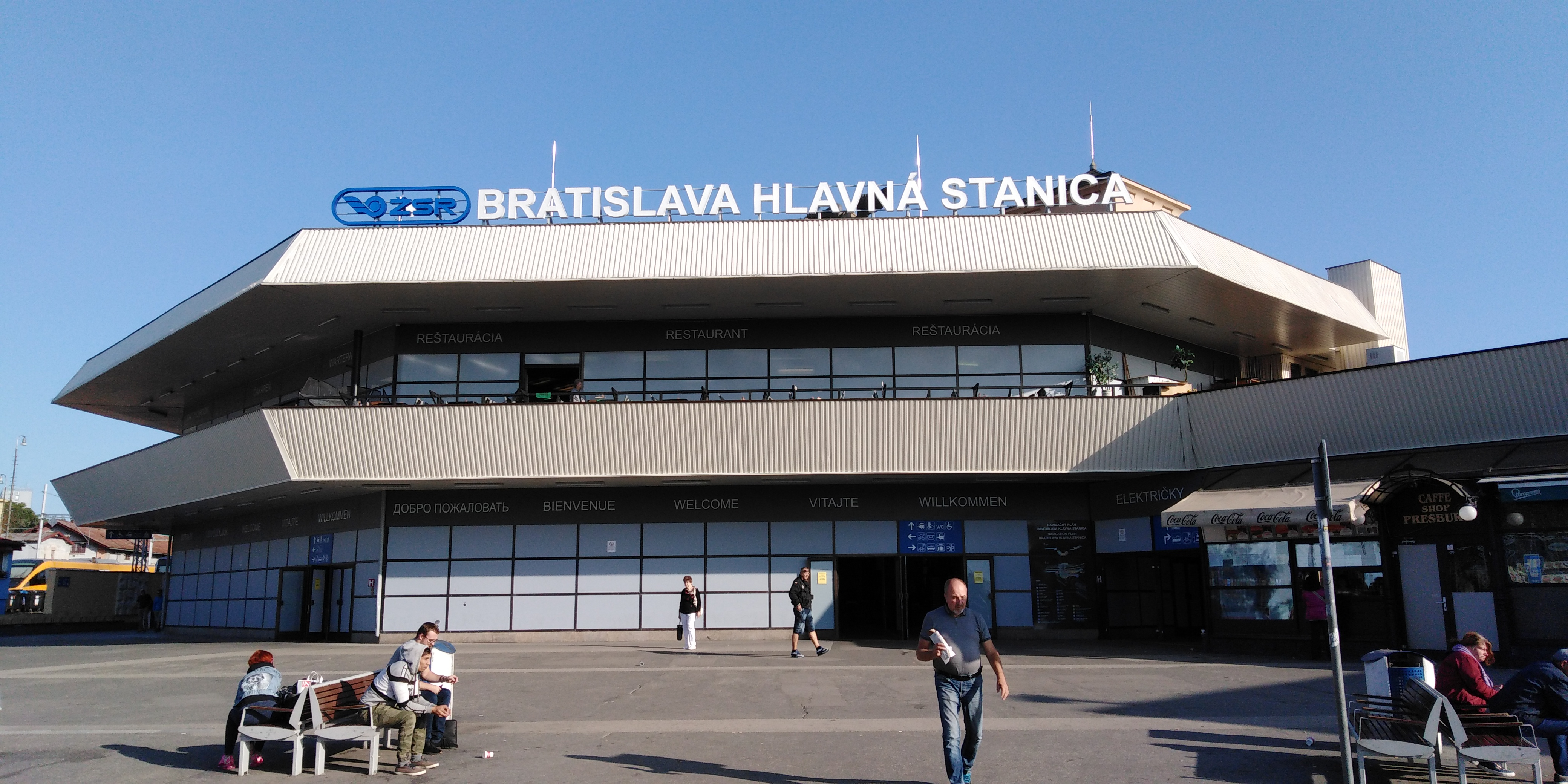
브라티슬라바 중앙역

브라티슬라바 중앙역(슬로바키아어: Bratislava hlavná stanica)은 슬로바키아 브라티슬라바의 주요 철도역이다. 하루 평균 승객 수는 약 60,000명이다.
국내 노선 외에도 이 역에서 출발하는 국제 노선에는 오스트리아, 크로아티아 (여름 한정), 체코, 독일, 헝가리, 폴란드, 세르비아, 스위스로 가는 기차가 있다.